# Maxime Goisset
Maxime Goisset (ur. 4 kwietnia 1985 w Chenôve) – francuski wioślarz, reprezentant Francji w wioślarskiej dwójce podwójnej wagi lekkiej podczas Letnich Igrzysk Olimpijskich w Pekinie.

## Osiągnięcia
- Mistrzostwa Świata – Eton 2006 – czwórka podwójna wagi lekkiej – 3. miejsce[1].
- Mistrzostwa Świata – Monachium 2007 – czwórka podwójna wagi lekkiej – 2. miejsce[1].
- Igrzyska Olimpijskie – Pekin 2008 – dwójka podwójna wagi lekkiej – 11. miejsce[1].
- Mistrzostwa Europy – Ateny 2008 – dwójka podwójna wagi lekkiej – 4. miejsce[2].
- Mistrzostwa Świata – Poznań 2009 – czwórka podwójna wagi lekkiej – 4. miejsce[2].
- Mistrzostwa Europy – Brześć 2009 – dwójka podwójna wagi lekkiej – 3. miejsce[1].
- Mistrzostwa Europy – Montemor-o-Velho 2010 – jedynka wagi lekkiej – 6. miejsce[2].